# Шагалович, Або Израилевич
Або Израилевич Шагалович (бел. Аба Ізраілевіч Шагаловіч; 1 февраля 1922, Минск — 30 мая 2009, Лос-Анджелес, США) — советский шахматист, мастер спорта СССР (1957), заслуженный тренер БССР (1964).

## Биография
Выступал за спортивное общество «Буревестник». Участник многих первенств Минска (выходил победителем в 1947, 1948,  1954, 1955/56, 1960, 1966/67), БССР (лучший результат в 1950 — 2—3-е места). Встречался в командных матчах с шахматистами Польши и Венгрии. В 1960-х и 1970-х (с четырёхлетним перерывом) председатель шахматной федерации БССР, член президиума шахматной федерации СССР. Долгое время работал в Минске тренером во Дворце пионеров и школьников, старшим тренером сборной школьников БССР по шахматам. Подрабатывал на радио, писал статьи о тренерской работе для сборника «Шахматы, шашки в БССР». Эмигрировал в США в начале 1990-х гг.
Среди учеников гроссмейстеры Виктор Купрейчик, Вячеслав Дыдышко, международные мастера Леонид Басин, Альберт Капенгут, Дмитрий Новицкий, мастера спорта Тамара Головей, Михаил Шерешевский и др.